# Yên Viên (thị trấn)
Yên Viên là một thị trấn thuộc huyện Gia Lâm, thành phố Hà Nội, Việt Nam.

## Địa lý
Thị trấn nằm ở bờ bắc sông Đuống, cách trung tâm thành phố Hà Nội khoảng 11 km, có vị trí địa lý:
- Phía đông giáp xã Yên Viên và xã Đình Xuyên
- Phía tây giáp huyện Đông Anh và xã Yên Viên
- Phía nam giáp quận Long Biên với ranh giới là sông Đuống
- Phía bắc giáp xã Yên Viên.

Thị trấn Yên Viên có diện tích là 0,97 km², dân số năm 2022 là 13.171 người, mật độ dân số đạt 13.606 người/km².

## Lịch sử
Thị trấn Yên Viên trước kia thuộc xã Tiền Phong huyện Từ Sơn (nay là thành phố Từ Sơn), tỉnh Bắc Ninh.
Ngày 6 tháng 2 năm 1959, Bộ Nội vụ đã ban hành Nghị định số 33-NV. Theo đó, thành lập thị trấn Yên Viên và xã Yên Viên trên cơ sở toàn bộ xã Tiền Phong.
Ngày 20 tháng 4 năm 1961, Quốc hội ban hành Nghị quyết về việc sáp nhập thị trấn Yên Viên vào thành phố Hà Nội quản lý.
Ngày 31 tháng 5 năm 1961, Hội đồng Chính phủ ban hành số 78-CP. Theo đó, thị trấn Yên Viên thuộc huyện Gia Lâm, thành phố Hà Nội quản lý.
Ngày 27 tháng 1 năm 1965, Bộ Nội vụ ban hành Quyết định số 23-NV về việc 
sáp nhập phố Thanh Am thuộc xã Thượng Thanh vào thị trấn Yên Viên.
Ngày 13 tháng 10 năm 1982, Hội đồng Bộ trưởng ban hành Quyết định số 173-HĐBT về việc thành lập thị trấn Đức Giang trên cơ sở điều chỉnh phố Thanh Am của thị trấn Yên Viên.

## Giao thông
Thị trấn Yên Viên có Quốc lộ 1 cũ chạy qua và là điểm đầu của tuyến Quốc lộ 3. Các đường phố trên địa bàn thị trấn là đường Hà Huy Tập, đường Đình Xuyên, đường Thiên Đức và phố Phan Đăng Lưu.

## Người nổi tiếng
- Đỗ Hùng Dũng, cầu thủ bóng đá.